# Petri Viljanen
Petri Viljanen (Pori, 3 februari 1987) is een Fins voetbalscheidsrechter. Hij was in dienst van FIFA en UEFA tussen 2018 en 2022. Ook leidt hij sinds 2014 wedstrijden in de Veikkausliiga.
Op 15 juni 2014 leidde Viljanen zijn eerste wedstrijd in de Finse nationale competitie. Tijdens het duel tussen Inter Turku en MyPa-47 (1–0) hield de leidsman zijn kaarten op zak. In Europees verband debuteerde hij op 2 augustus 2018 tijdens een wedstrijd tussen Lincoln Red Imps en The New Saints in de tweede voorronde van de UEFA Europa League; het eindigde in 1–1 en Viljanen gaf aan drie spelers een gele kaart. Zijn eerste interland floot hij op 6 juni 2021, toen Denemarken met 2–0 won van Bosnië en Herzegovina door doelpunten van Martin Braithwaite en Andreas Cornelius. Tijdens deze wedstrijd deelde Viljanen zes gele kaarten uit.

## Interlands
| Datum       | Plaats                    | Wedstrijd                          | Uitslag | Competitie             | Kreeg geel | Kreeg voor de tweede keer geel en dus rood | Weggestuurd |
| ----------- | ------------------------- | ---------------------------------- | ------- | ---------------------- | ---------- | ------------------------------------------ | ----------- |
| 6 juni 2021 | Brøndbyvester, Denemarken | Denemarken – Bosnië en Herzegovina | 2 – 0   | Vriendschappelijk      | 6          | 0                                          | 0           |
| 9 juni 2022 | Gibraltar                 | Gibraltar – Bulgarije              | 1 – 1   | Nations League 2022/23 | 6          | 0                                          | 0           |